# Cod fiscal

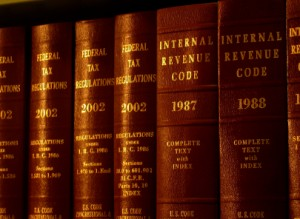
Legea fiscală federală din Statele Unite este bazată pe Codul Intern al Veniturilor

Codul fiscal este actul normativ fundamental prin care statul reglementează sistemul de impozite și taxe aplicabile pe teritoriul său. Acesta stabilește principiile generale de fiscalitate, tipurile de venituri impozabile, categoriile de contribuabili, metodele de calcul, termenele de declarare și plată, precum și regimul sancționator aplicabil în caz de neconformare.
Dreptul fiscal, cunoscut și sub denumirea de legislație fiscală, reprezintă o ramură a dreptului public care reglementează ansamblul normelor și procedurilor prin care autoritățile publice (precum guvernele naționale, regionale sau locale) stabilesc, administrează și colectează impozite într-un cadru legal. Ratele și structura diverselor taxe impuse de aceste autorități sunt rezultatul procesului politic specific fiecărui stat și nu derivă în mod direct din domeniul tehnic al dreptului fiscal.
Dreptul fiscal se aplică în mod direct persoanelor fizice, entităților și companiilor, în raport cu sursele de venit supuse impozitării, precum: impozitul pe venit, impozitul pe succesiuni, impozitul pe afaceri, impozitele salariale (contribuții sociale), impozitul pe proprietate, impozitul pe donații și taxele vamale (importuri/exporturi). Unii specialiști au susținut că dreptul consumatorului ar putea reprezenta un instrument mai eficient de redistribuire a resurselor la scară largă decât dreptul fiscal, întrucât nu presupune în mod necesar adoptarea unei legislații dedicate și poate evita complexitatea specifică sistemelor fiscale.

## Probleme majore
Problemele legate de impozitarea primară diferă între diferite țări, deși ar putea exista asemănări. 

### Țările dezvoltate
- Impozitele pot fi insuficiente pentru acoperirea cheltuielilor publice.[4]
- Sistemele fiscale sunt adesea complexe și pot favoriza indirect contribuabilii cu venituri mari, în detrimentul celor cu venituri reduse.[4][5]
- Evaziunea și evitarea fiscală diminuează veniturile statului.[6]
- Sistemele fiscale pot conduce la rezultate economice nedorite, cum ar fi reducerea productivității sau descurajarea extinderii afacerilor.[4]
- Impozitele corporative și barierele fiscale pot limita creșterea întreprinderilor mici.[4]
- Fiscalitatea poate fi percepută ca disproporționată, de exemplu în cazul diferenței dintre impozitarea veniturilor din capital și cea a veniturilor salariale deoarece investitorii plătesc impozite mai mici decât angajații obișnuiți.[5]
- Anumite taxe pot să nu își atingă scopurile, cum ar fi ecotaxa, care urmărește stimularea comportamentelor ecologice prin mijloace economice.[7]
- Definițiile din domeniul dreptului fiscal pot fi confuze, atât pentru publicul larg, cât și pentru avocații specializați în alte ramuri ale dreptului.[8][9]

### Țările în curs de dezvoltare
- Standardizarea taxelor este dificilă deoarece o mare parte a forței de muncă activează în întreprinderi mici, adesea nereglementate.[10]
- Lipsa unor instituții solide și a unei administrații competente face ca sistemele fiscale să fie ineficiente și împovărătoare.[11][10]
- Absența unor date fiabile complică reglementarea și modernizarea sistemelor fiscale.[11][10]
- În anumite cazuri, povara fiscală este concentrată asupra celor bogați, ceea ce poate afecta echitatea sistemului.[10]

## Codul fiscal în România
În România, Codul fiscal este reprezentat în prezent de Legea nr. 227/2015, care a înlocuit vechiul cod adoptat în 2003. Acest cod reglementează principalele impozite și contribuții obligatorii, precum: impozitul pe profit, impozitul pe venit, contribuțiile sociale, taxa pe valoarea adăugată (TVA), accizele, precum și impozitele și taxele locale.
Impozitele și taxele reglementate prin Codul Fiscal sunt următoarele:
- impozitul pe profit;
- impozitul pe venit;
- impozitul pe veniturile microîntreprinderilor;
- impozitul pe veniturile obținute din România de nerezidenți;
- impozitul pe reprezentanțe;
- taxa pe valoarea adăugată;
- accizele
- impozitele și taxele locale;
- impozitul pe construcții.

Contribuțiile sociale reglementate prin Codul Fiscal sunt următoarele:
- contribuțiile de asigurări sociale datorate bugetului asigurărilor sociale de stat;
- contribuțiile de asigurări sociale de sănătate datorate bugetului Fondului național unic de asigurări sociale de sănătate;
- contribuția pentru concedii și indemnizații de asigurări sociale de sănătate datorată de angajator bugetului Fondului național unic de asigurări sociale de sănătate;
- contribuțiile asigurărilor pentru șomaj datorate bugetului asigurărilor pentru șomaj;
- contribuția de asigurare pentru accidente de muncă și boli profesionale datorată de angajator bugetului asigurărilor sociale de stat;
- contribuția la Fondul de garantare pentru plata creanțelor salariale, datorată de persoanele fizice și juridice care au calitatea de angajator potrivit art. 4 din Legea nr. 200/2006 privind constituirea și utilizarea Fondului de garantare pentru plata creanțelor salariale, cu modificările ulterioare.